# Renault 22 CV

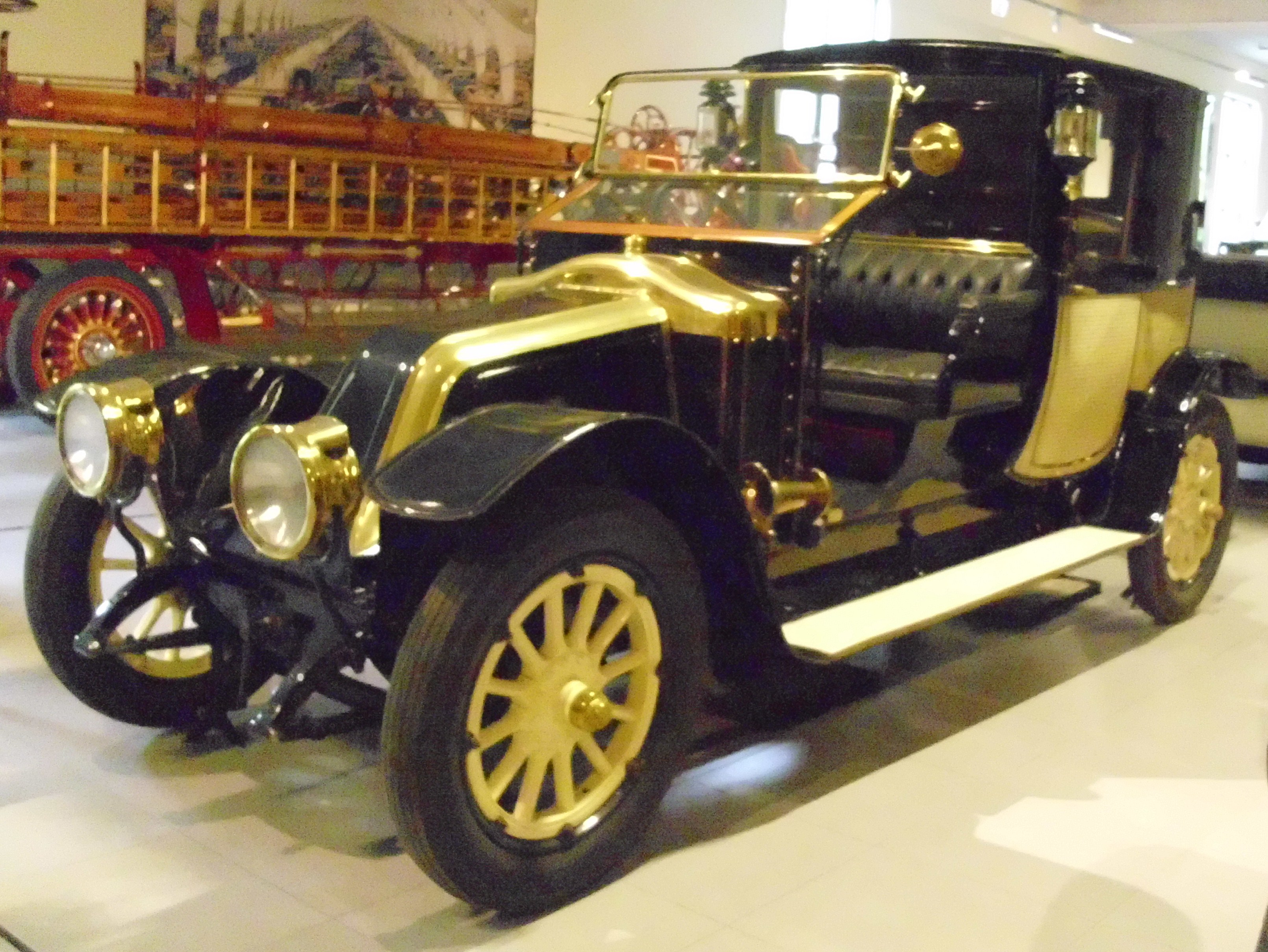
Renault Type DP

Der Renault 22 CV war eine Pkw-Modellreihe des französischen Automobilherstellers Renault aus der Zeit vor dem Zweiten Weltkrieg. Dabei stand das CV für die Steuer-PS. Zu dieser Modellreihe gehörten:
- Renault Type DO (1913)
- Renault Type DP (1913–1914)
- Renault Type EE (1914)